# Pucanglaban
Pucanglaban is een bestuurslaag in het regentschap Tulungagung van de provincie Oost-Java, Indonesië. Pucanglaban telt 4042 inwoners (volkstelling 2010).